# Stroomlijnkuip
Een stroomlijnkuip is een omhulling van (een deel van) de voorkant van een motorfiets om enerzijds minder luchtweerstand te krijgen en anderzijds de rijder te beschermen tegen regen en wind. 
Er zijn verschillende typen stroomlijnkuipen:
- De Belly pan
- De Bikini Fairing
- De Dolfijnkuip
- De Druppelstroomlijn
- De Flyscreen
- De Stuurkuip
- De Toerkuip
- De Toerruit
- De Tophalf
- De Vogelbekstroomlijn

Een stroomlijnkuip wordt ook wel kortweg kuip genoemd. De eerste motorfiets die vanaf de fabriek met een stroomlijnkuip werd geleverd was de BMW R 100 RS uit 1976. Tot die tijd werden stroomlijnkuipen als accessoire verkocht.